# Alfred Waterhouse
Alfred Waterhouse (Liverpool, 1830 – Yattendon, 1905) è stato un architetto inglese considerato il più importante esponente del gotico vittoriano.

## Biografia
Fu apprendista di Richard Lane, della scuola neogreca e neogotica. Viaggiò in Francia, in Germania e in Italia. Ritornato a Manchester, vinse due concorsi per il locale Palazzo di Giustizia – in stile gotico veneziano, apprezzato da John Ruskin – e per il Municipio – in stile gotico puro.
Nel 1870 ebbe l'incarico di costruire il Museo di storia naturale della capitale inglese in località South Kensington. Si distinse come uno dei maggiori costruttori dell'era vittoriana.

## Opere
Tra le sue opere architettoniche si annoverano:
- Londra:
  - Prudential Assurance Building, Holborn (1879)
  - Saint Paul's School, Hammersmith (1881; demolita)
  - National Liberal Club, nei pressi di Whitehall Court (1895)
  - University College Hospital (1897)
  - Museo di storia naturale (1870)
- Brighton:
  - Metropole Hotel (1888)
- Cambridge:
  - Gonville and Caius College (1868)
- Oxford:
  - Balliol College (1867-68)
- Manchester:
  - Palazzo di Giustizia (1859; distrutto nel 1940)
  - Municipio (1868-77)